# Конклав 1691 года
Конклав 1691 года был созван после смерти Папы Александра VIII и завершился избранием кардинала Антонио Пиньятелли Папой Иннокентием XII. Он продолжался пять месяцев, с 12 февраля по 12 июля 1691 года. Конклав зашёл в тупик после того, как католические монархи выступили против избрания Грегорио Барбариго, которого некоторые члены Коллегии кардиналов также считали слишком строгим. Конклав завершился только в июле, когда кардиналы начали заболевать от жары, а французские кардиналы согласились проголосовать за Пиньятелли, несмотря на то, что он приехал из контролируемого Испанией Неаполя.

## Предыстория
Вопросы галликанства были заметны на конклаве 1689 года, который избрал Александра VIII. Предшественник Александра VIII, Иннокентий XI, отказался утверждать новых французских епископов до такой степени, что в тридцати пяти епархиях не было епископа, утвержденного Римом в 1688 году. Избрание Александра VIII было обеспечено обещанием, что он утвердит неутвержденных французских епископов. Несмотря на это, последним действием Александра VIII на папском престоле перед своей смертью было осуждение Декларации галликанского духовенства 1 февраля 1691 года.
Александр VIII также был известен своим непотизмом, который частично был обусловлен его преклонным возрастом и убеждением, что у его семьи будет мало времени, чтобы извлечь выгоду из его правления. Это контрастировало с его предшественником Иннокентием XI, который был известен своей строгостью и не вызывал никаких скандалов из-за непотизма.

## Конклав
Конклав начался 12 февраля 1691 года, а численность Коллегии кардиналов достигла установленного законом максимума — 70 кардиналов. Несмотря на это, на начало конклава присутствовало только 38 выборщиков. К 19 февраля 1691 года число присутствовавших выборщиков возросло до 44, а к моменту избрания Иннокентия XII в июле присутствовал 61 выборщик.
Куриальные кардиналы собрались на конклав, чтобы избрать Папой Грегорио Барбариго. Леопольд I, император Священной Римской империи, считал его неприемлемым выбором, поскольку он был венецианцем. Хотя император Леопольд формально не наложил вето на Барбариго, он не желал, чтобы тот был избран. Помимо императора Леопольда, против избрания Барбариго выступал испанский посол в Риме, а также король Франции Людовик XIV, выступавший против него из-за пожеланий своих союзников.
Леандро Коллоредо, лидер фракции дзеланти в Священной коллегии, первоначально предложил кандидатуру Барбариго на пост понтифика. Коллоредо и его фракция также пользовались поддержкой, на конклаве, Флавио Киджи, кардинала-племянника Александра VII. Барбариго считался личностью с твёрдой моралью, и считалось, что в случае своего избрания он сможет положить конец непотизму.
Несмотря на то, что император Леопольд официально не наложил вето на избрание Барбариго, распространился слух, что вето было наложено на него, и, несмотря на протесты фракции кардиналов-дзеланти, достаточное количество членов Коллегии кардиналов признало право императора исключить кандидата, что помешало его избранию. Император Леопольд отправил посланника с двумя письмами к своим кардиналам: в первом публичном письме он заявлял, что не желает наложить вето на Барбариго, а во втором письме, которое было частным, выражал желание, чтобы Барбариго не был избран, но что он не хочет брать на себя вину за наложение вето, а скорее желает, чтобы это сделали испанцы. Кроме того, некоторые из наиболее материалистически настроенных кардиналов опасались, что Барбариго будет столь же строг, как Папа Иннокентий XI, и это повлияло на его неудачу на выборах.
Кардиналам стало ясно, что Барбариго не будет избран Папой к концу апреля, и конклав вступил в период, когда у него не было чёткого направления. Ежедневные туры голосования не выявили ни одного успешного кандидата, а дневные туры голосования зачастую просто повторяли тупиковую ситуацию, возникшую утром. Впервые с 1503 года голоса на конклаве достались некардиналам. Не было никаких чётких указаний на то, кто может быть избран Папой, и в какой-то момент несколько кардиналов устроили пожар в жилых помещениях, случайно опрокинув лампу во время игры в карты. Хотя из-за этого некоторые кельи, в которых размещались кардиналы, стали непригодными для проживания, к тому моменту трое кардиналов уже скончались, поэтому появилось место для переселения кардиналов, выселенных из прежнего жилья.

## Избрание Папы Иннокентия XII
Палуццо Палуцци Альтьери дельи Альбертони начал добиваться избрания на папский престол. Он стремился создать публичный образ, благоприятный для Леопольда I, но и в то же время старался снискать расположение Людовика XIV. Фракция дзеланти и Флавио Киджи выступили против него, и этого оказалось достаточно, чтобы помешать его победе.
В ходе своей кампании Палуцци Альтьери позиционировал себя как авторитетного лидера фракции на конклаве и начал работу по избранию Папой своего друга Антонио Пиньятелли. Палуцци Альтьери пытался убедить французских кардиналов, что Пиньятелли не будет работать на испанцев в качестве понтифика, несмотря на то, что он родом из Неаполя. Пиньятелли получил некоторую поддержку в марте, но не набрал большинства, необходимого для избрания. Однако в конце июня жара усилилась, и некоторые кардиналы заболели. Это позволило его кандидатуре набрать обороты, и 12 июля 1691 года он был избран Папой, несмотря на возражения фракции дзеланти, и принял имя Иннокентий XII. Конклав стал самым продолжительным папским избранием с 1305 года: он длился более пяти месяцев.